# Highland Park (Flórida)
Highland Park é a única aldeia localizada no estado americano da Flórida, no condado de Polk. Foi incorporada em 1927.

## Geografia
De acordo com o United States Census Bureau, a aldeia tem uma área de 3 km², onde 1,2 km² estão cobertos por terra e 1,7 km² por água.

### Localidades na vizinhança
O diagrama seguinte representa as localidades num raio de 16 km ao redor de Highland Park.

## Demografia
Segundo o censo nacional de 2010, a sua população é de 230 habitantes e sua densidade populacional é de 185 hab/km². É a localidade menos populosa do condado de Polk. Possui 159 residências, que resulta em uma densidade de 127,9 residências/km².